# El hombre lobo (película de 1941)
The Wolf Man (titulada: El lobo humano en México y El hombre lobo en España y en el resto de Hispanoamérica) es una película de 1941 escrita por Curt Siodmak y dirigida por George Waggner. Está protagonizada por Lon Chaney Jr. en el papel principal junto a Claude Rains, Warren William, Ralph Bellamy, Patric Knowles, Bela Lugosi, Evelyn Ankers y Maria Ouspenskaya en los papeles secundarios.
El personaje principal ha tenido una gran influencia en las representaciones de Hollywood de la leyenda del hombre lobo. Es la segunda película de hombres lobo de Universal Pictures, precedida seis años antes por la película Un hombre lobo americano en Londres (1935), de menor éxito comercial y se convirtió en la más popular de los años 1940 dentro del cine de terror en los Estados Unidos. Forma parte del Universo Cinematográfico Monstruos Clásicos de Universal Pictures.

## Argumento
Lawrence "Larry" Talbot (Lon Chaney Jr.) emprende un viaje de retorno desde el continente americano a su antiguo hogar en un poblado de Gales para el entierro de su hermano recientemente fallecido y reconciliarse con su padre Sir John Talbot (Claude Rains). Durante su estancia, conoce y se enamora de una chica llamada Gwen Conliffe (Evelyn Ankers), quien dirige una tienda de antigüedades. Como excusa para hablar con ella, compra un bastón decorado con una cabeza de lobo plateada y Gwen le dice que representa a un hombre lobo, un hombre que se transforma en lobo "en ciertas épocas del año". El hombre lobo siempre ve una marca en la palma de su próxima víctima. Varios aldeanos recitan un poema cada vez que se menciona a los hombres lobo: 
«Incluso un hombre que es puro de corazón y dice sus rezos en la noche, puede convertirse en lobo cuando el azote de lobos florece y la luna de otoño brille.»
Aunque Gwen rechaza firmemente las persistentes propuestas de Larry para una cita, se reúnen esa noche a la hora propuesta y se les une Jenny (Fay Helm), la amiga de Gwen, para ir a que les digan su suerte. Una noche, Larry, Gwen y Jenny visitan un campamento de gitanos y en ese lugar conocen a Bela (Bela Lugosi), quien observa una «marca del hombre lobo» en la mano de Jenny y frenéticamente la despide. Mientras esperan su turno, Larry y Gwen se aprovechan para salir a caminar y esta última le informa a Larry que ya está comprometida. Justo entonces, escuchan a Jenny gritar y al regresar, ambos se sorprenden que Jenny es atacada por un lobo; Larry intenta rescatarla y trata de aniquilar al lobo con el bastón, pero éste lo muerde y termina matando a Jenny.
La policía que investiga la escena encuentra a Jenny con la garganta destrozada y a Bela muerto a golpes, siendo claramente el bastón de Larry el arma homicida en el último caso. Las sospechas sobre Larry se profundizan cuando no puede fundamentar su historia de luchar contra un lobo, ya que su herida en el pecho sanó milagrosamente de la noche a la mañana. El hecho de que Larry y Gwen no estuvieran con Jenny cuando fue atacada también genera sospechas de adulterio. Aunque Frank Andrews (Patric Knowles), el prometido de Gwen, cree en su inocencia, Larry y Gwen se convierten en parias locales. Larry regresa con Gwen y Frank al campamento de los gitanos y ahí conversan con Maleva (Maria Ouspenskaya), la madre de Bela, quien les dice que el fallecido Bela era un hombre lobo y que Larry ahora también es un hombre lobo porque fue mordido por él. Maleva les revela que la plata es lo único que puede matar a un hombre lobo y le da un amuleto para evitar la transformación, pero sin saber si poder creerle, le da el amuleto a Gwen para que lo proteja.
Efectivamente (como Maleva lo advirtió), Larry sufre una transformación, se convierte en hombre lobo durante la noche siguiente y mata a un aldeano sepulturero. A la mañana siguiente, vuelve a la normalidad sin recordar su alboroto y las autoridades al creer que la matanza fue obra de un lobo, deciden llamar al jefe de policía Paul Montford (Ralph Bellamy) y el Dr. Lloyd (Warren William) y colocan trampas para atrapar la bestia. La noche siguiente, Larry se convierte en un hombre lobo y queda atrapado en una de las trampas. Maleva usa un hechizo para cambiarlo temporalmente a su forma humana, permitiéndole liberarse antes de que un grupo de caza lo encuentre.
Ahora convencido de que es un hombre lobo, Larry, angustiado, decide abandonar la ciudad. Cuando se despide de Gwen, ve la marca en su palma y más tarde, le dice a su padre que es un hombre lobo y que mató a Bela y al aldeano, pero su padre cree que Larry se está engañando y a modo de precaución, lo ata a una silla y lo encierra para evitar que se vaya y demostrarle que no es un hombre lobo. Por otra parte, partida de hombres rastrean a la bestia y Gwen, por su parte va en búsqueda de Larry. Cuando sale la luna, Larry se transforma de nuevo, se libera de sus ataduras y ataca a Gwen. Sin reconocer al hombre lobo como su hijo, Sir John lo golpea en la cabeza con el bastón con empuñadura de plata que Larry le dio. Maleva llega y vuelve a utilizar el hechizo y de repente, Sir John y Gwen observan con horror cómo el hombre lobo muerto se transforma en el cadáver humano de Larry. A la escena llega Montford quien conjetura que el animal atacó a Gwen y que Larry murió al tratar de defenderla, aunque la expresión de sir John indica que finalmente lo ha comprendido todo.

## Reparto
- Lon Chaney Jr. - Lawrence "Larry" Talbot / El hombre lobo
- Claude Rains - Sir John Talbot
- Warren William - Dr. Lloyd
- Ralph Bellamy - Coronel Paul Montford
- Maria Ouspenskaya - Maleva, la adivina gitana
- Evelyn Ankers - Gwen Conliffe
- Patric Knowles - Frank Andrews
- Bela Lugosi - Bela, el gitano
- J. M. Kerrigan as Charles Conliffe
- Fay Helm - Jenny Williams
- Forrester Harvey - Twiddle

## Producción
Contrario al éxito de las cintas de horror en los años 1930, la siguiente década tuvo una serie de producciones de bajo costo y de poca relevancia. La única excepción fue precisamente El hombre lobo, tema que ya había sido tratado en 1935 con El lobo humano. En un principio, la película sería lanzada con el nombre de Destiny. 
En lo relativo a detalles técnicos, para la creación del «hombre lobo», el maquillador Jack Pierce pasó cinco años investigando modelos de la bestia, y cinco meses para encontrar la mejor combinación de cabello, color y caucho a ser utilizados. De hecho, el proceso de transformación fue agotador para Chaney. Por otro lado, la actriz Evelyn Ankers sufrió algunos problemas en la filmación al ser molestada por el propio Chaney, quien la asustaba con el maquillaje del hombre lobo y otras travesuras pueriles. Chaney había tenido cierto resentimiento con la actriz al serle otorgado a ella su camerino porque él se portaba mal en el rodaje cuando había bebido. Asimismo, Ankers sufrió un desmayo entre la niebla artificial; y una herida de un oso mientras escapaba de este animal durante el rodaje. Las escenas de esta fiera en la película fueron cortadas. El presupuesto estimado del filme fue de US $180.000.
Debido a la censura de la época, de parte de la Motion Picture Producers & Directors Association (MPPDA), no fue permitido que algunas tomas del personaje fueran muy «bestiales»; y tampoco se autorizó que hubiera una «transformación directa» del hombre al lobo.

### Crítica
De acuerdo al sitio cinefantastique: «...el filme es un clásico sin ser una obra de arte. Es admirable y atrayente pero carece del impacto creativo y artístico de Drácula y Frankenstein...El hombre lobo ha perdurado porque muestra una mitología que parece una auténtica y arquetípica leyenda, cuando en realidad es una invención cinematográfica». Según Allmovie: «El hombre lobo podría no asustar más, pero permanece como un emotivo cuento de hadas para adultos que contiene amor, sensualidad y redención, y con el retorno del hijo pródigo añadido adecuadamente». Para Variety: «El hombre lobo es una historia bien hecha, con buena dirección y un excelente grupo de actores, pero escaso de entretenimiento». Por su parte, el New York Times, asevera:«...el hecho es que nadie creerá en hombres lobos o Santa Claus si los inventores de esas leyendas no les dan un toque más creativo. Y allí es precisamente donde falla El hombre lobo...»

## Recepción
El filme fue estrenado días después del ataque a Pearl Harbor en el marco de la Segunda Guerra Mundial y se convirtió en el más taquillero del año para Universal Studios. Para Chaney Jr. fue el inicio de una secuela de películas con el personaje de Larry Talbot, siendo estas: Frankenstein Meets the Wolf Man (1943), House of Frankenstein (1944), La mansión de Drácula (1945) y Abbott and Costello Meet Frankenstein (1948). En términos generales, la producción tuvo una gran influencia sobre películas posteriores relacionadas al mismo personaje.

## Legado

### Nueva versión
Universal Pictures produjo una nueva versión de The Wolf Man con Joe Johnston dirigiendo el largometraje y Benicio del Toro (también productor de la película) interpretando a Lawrence "Larry" Talbot. La nueva versión siguió la misma trama básica que el original; sin embargo, la historia y los personajes se modificaron significativamente, con Anthony Hopkins en una versión radicalmente alterada del papel de Claude Rains. La película se estrenó el 12 de febrero de 2010 y se estrenó en el puesto número 2 de taquilla ese fin de semana. La película recibió críticas mixtas y una baja recepción de taquilla, pero ganó un Premio de la Academia al Mejor Maquillaje en 2011.
Debido a que la versión de 2010 tuvo un desempeño inferior a las expectativas en taquilla, Universal decidió no producir una secuela. La película Werewolf: The Beast Among Us de 2012 (distribuida también por Universal) se planeó originalmente como un spin-off de la nueva versión, pero finalmente no tuvo relación con los eventos del largometraje.

### Reinicio
Universal anunció que reiniciaría sus propiedades del Universo Cinematográfico Monstruos Clásicos como parte de su Universo Oscuro, con Alex Kurtzman y Chris Morgan adjuntos para desarrollar la estructura del universo compartido. En noviembre de 2014, Universal contrató a Aaron Guzikowski para escribir el reinicio del universo compartido de The Wolf Man. En junio de 2016, se informó que Dwayne Johnson protagonizaría el personaje. Más tarde, en octubre, David Callaham se incorporó para reescribir el guion. Sin embargo, el año siguiente, el 8 de noviembre, Kurtzman y Morgan pasaron a otros proyectos, dejando en duda el futuro del Universo Oscuro.
En mayo de 2020, Ryan Gosling fue elegido como el personaje titular para un próximo reinicio del personaje principal. Lauren Shuker Blum y Rebecca Angelo coescribieron el guion a partir de una historia original propuesta por Gosling. El actor había estado anteriormente en negociaciones para desempeñarse también como director, pero finalmente se decidió que se centraría por completo en la actuación, mientras que Universal estaba buscando activamente un director. En julio, Leigh Whannell inició negociaciones iniciales para dirigir el proyecto, con Jason Blum anunciado como productor adicional. En octubre de 2021, Deadline informó que Derek Cianfrance escribirá y dirigirá el reinicio. El 13 de diciembre de 2023, se confirmó que Whannell regresaba como director, ocupando el lugar de Cianfrance y que el actor Christopher Abbott fue elegido como el personaje principal, reemplazando a Gosling, quien permanecerá como productor ejecutivo. El estreno de la película está previsto para el 25 de octubre de 2024.